# Đền Mẫu Lào Cai

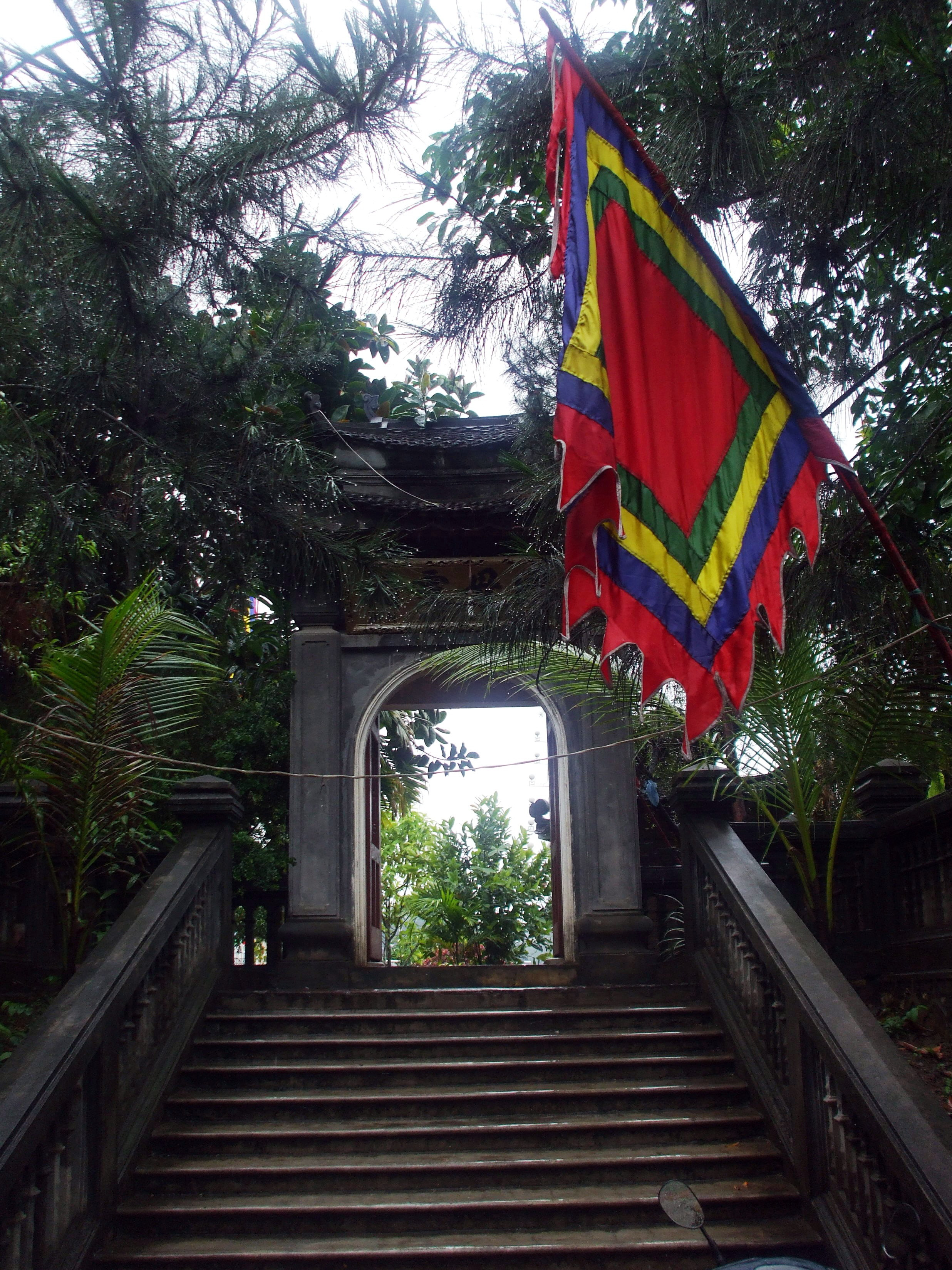
Cổng đền Mẫu Lào Cai

Đền Mẫu Lào Cai tọa lạc tại cột mốc biên giới số 102 giữa Việt Nam và Trung Quốc, gần cửa khẩu quốc tế Lào Cai; xưa thuộc phố Bảo Thắng, châu Thủy Vĩ, tỉnh Hưng Hóa; nay thuộc phường Lào Cai, thành phố Lào Cai, Việt Nam .

## Giới thiệu sơ lược

Bản đồ khu vực đền Mẫu và đền Thượng của thành phố Lào Cai nằm bên biên giới Việt-Trung.

Đền Mẫu Lào Cai được nhân dân vùng cửa ải Lê Hoa thuộc phố Bảo Thắng xưa, xây dựng từ thế kỷ 18. Ban đầu, đền chỉ là một ngôi thờ nhỏ bên bờ sông Hồng và sông Nậm Thi; qua nhiều lần trùng tu tôn tạo, ngôi đền hiện nay đã khang trang với 9 gian thờ. 
Dưới các triều đại phong kiến Việt Nam, ngôi đền đã được ban sắc phong ba lần. Năm 2011, ngôi đền đã được ngành chức năng xếp hạng là Di tích lịch sử cấp quốc gia.
Vị thần được thờ chính ở đây là Liễu Hạnh công chúa. Ngoài ra, còn phối thờ các vị thần thánh khác, như: Ngọc Hoàng Thượng đế, Hoàng Bảy, Hoàng Mười, Quan lớn Thủ Đền, bà Đệ Nhị Sơn Trang, v.v... Các pho tượng thờ ở trong đền đều được sơn son thiếp vàng, và đều mang dáng vẻ uy nghi.
Lễ chính trong năm là lễ tế Mẫu đệ Nhất Liễu Hạnh được tổ chức vào ngày 3 tháng 3 âm lịch hàng năm.

## Hình ảnh

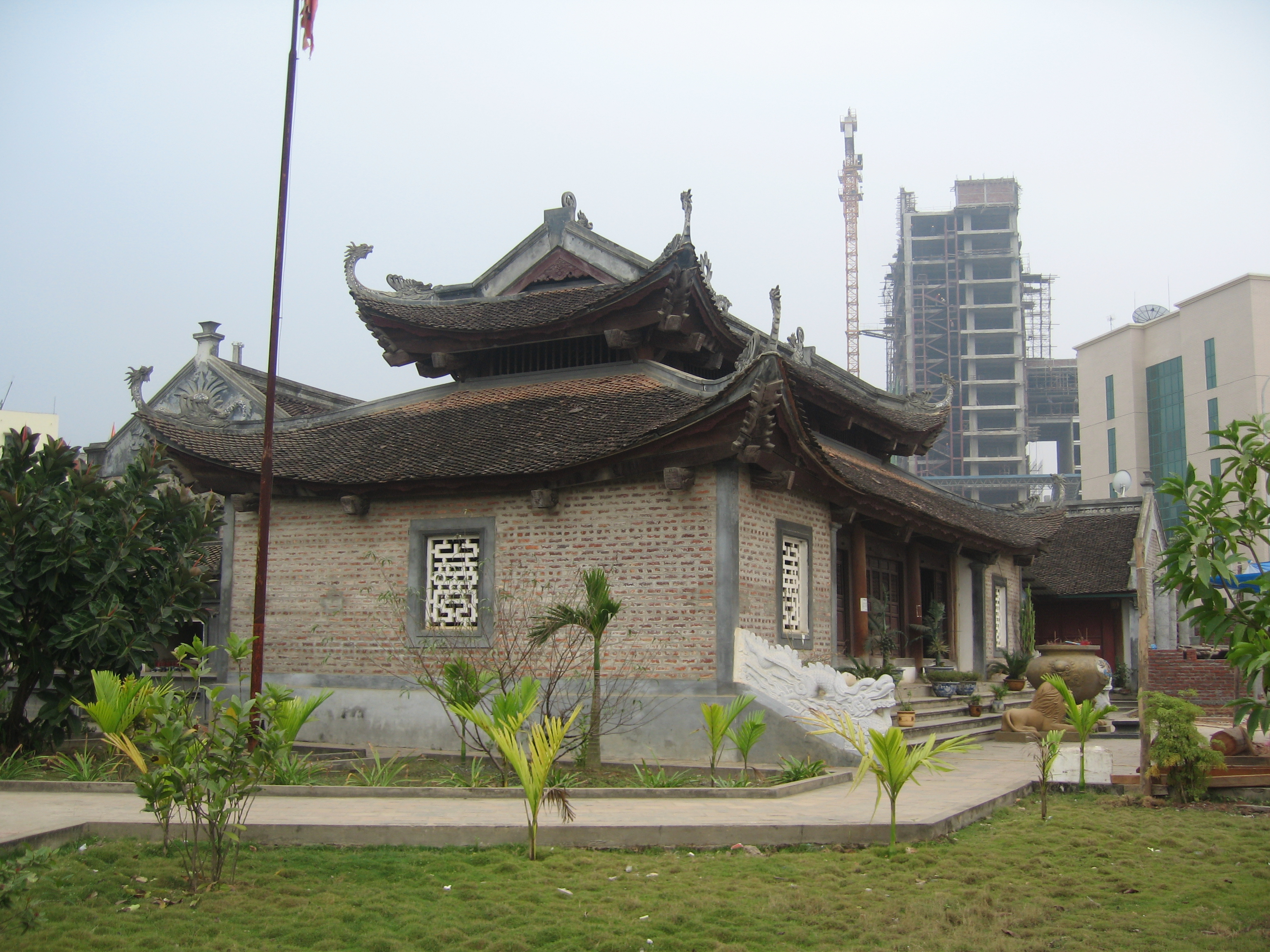
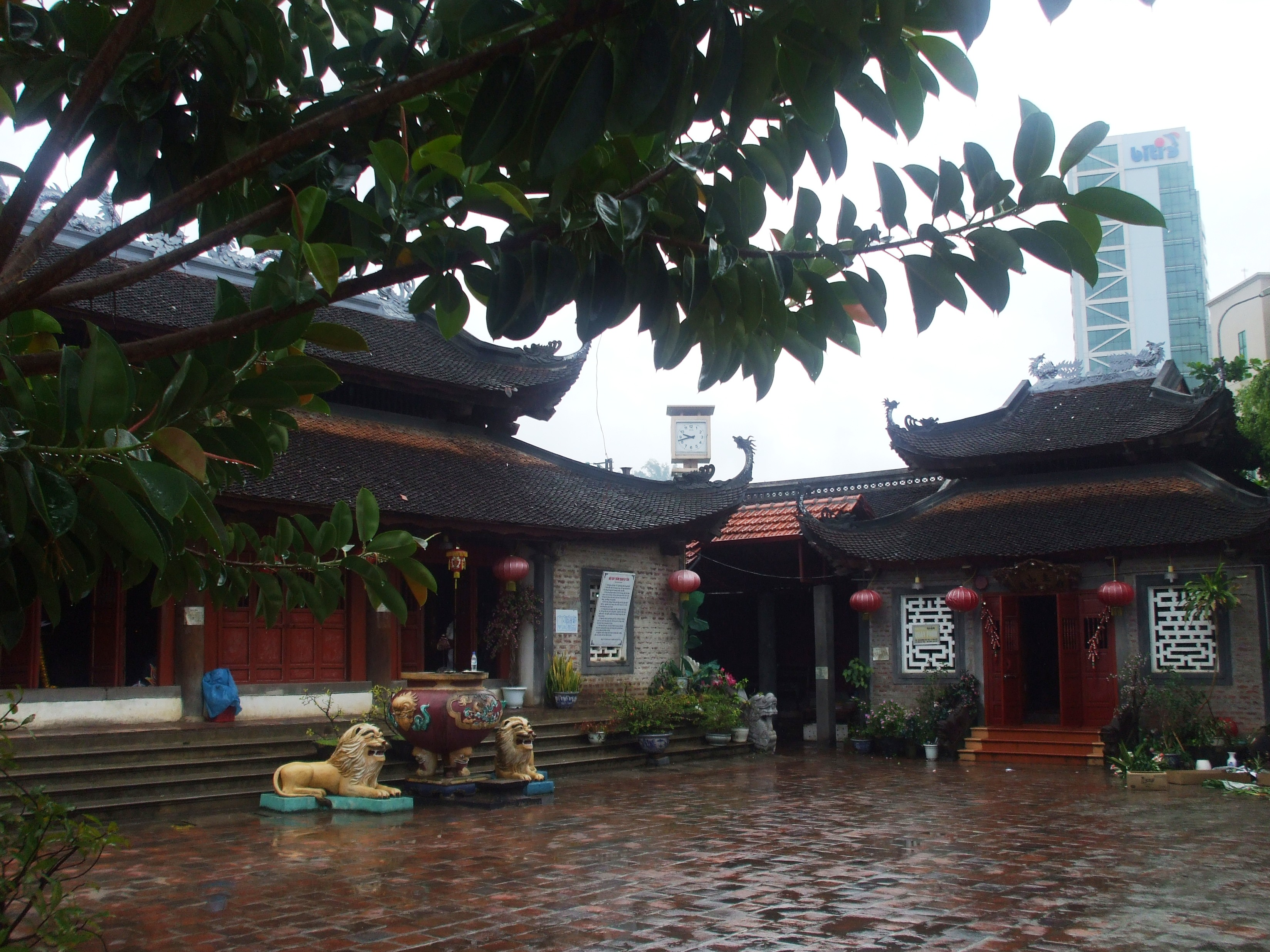
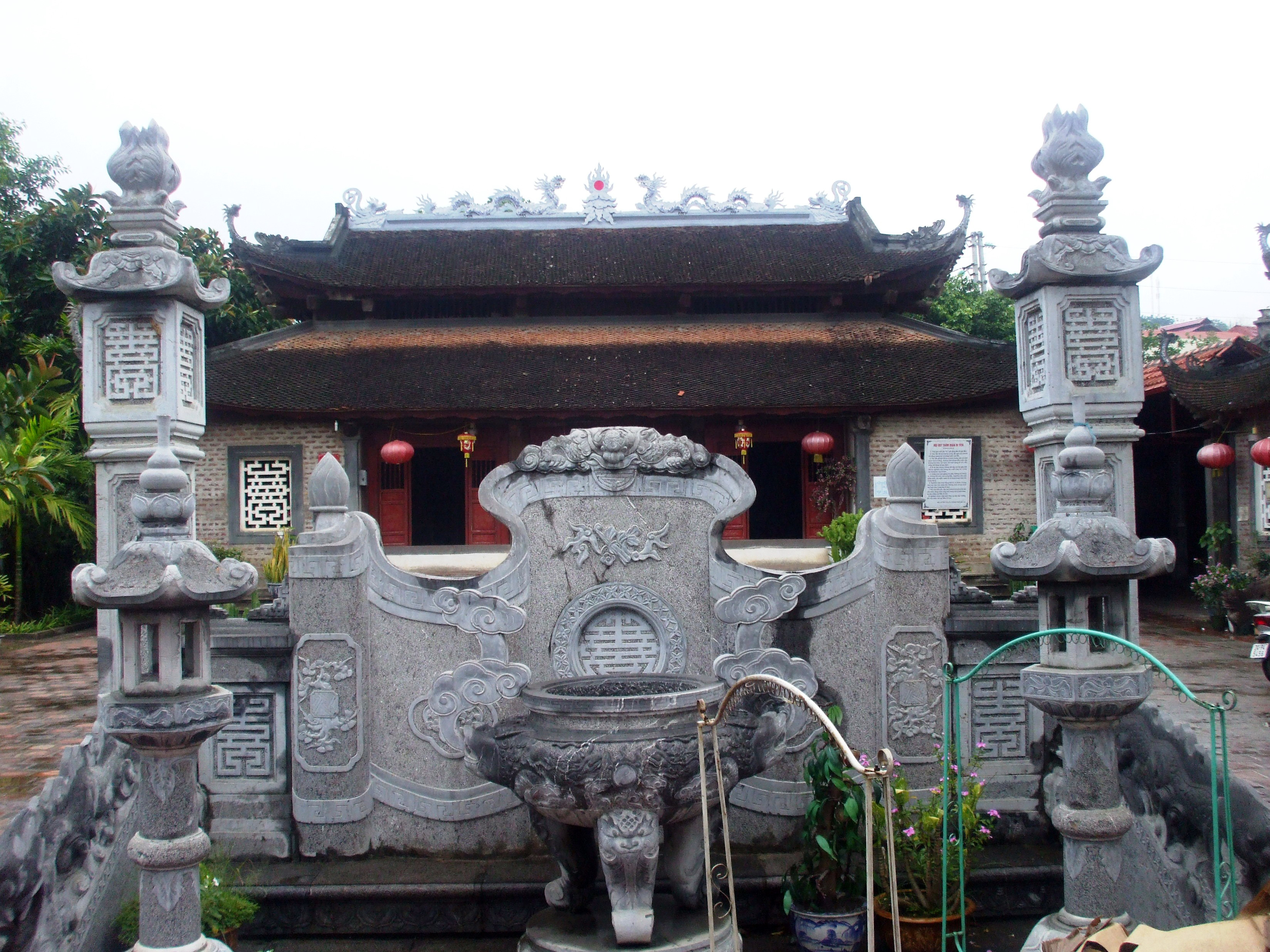